# Evangelista Torricelli

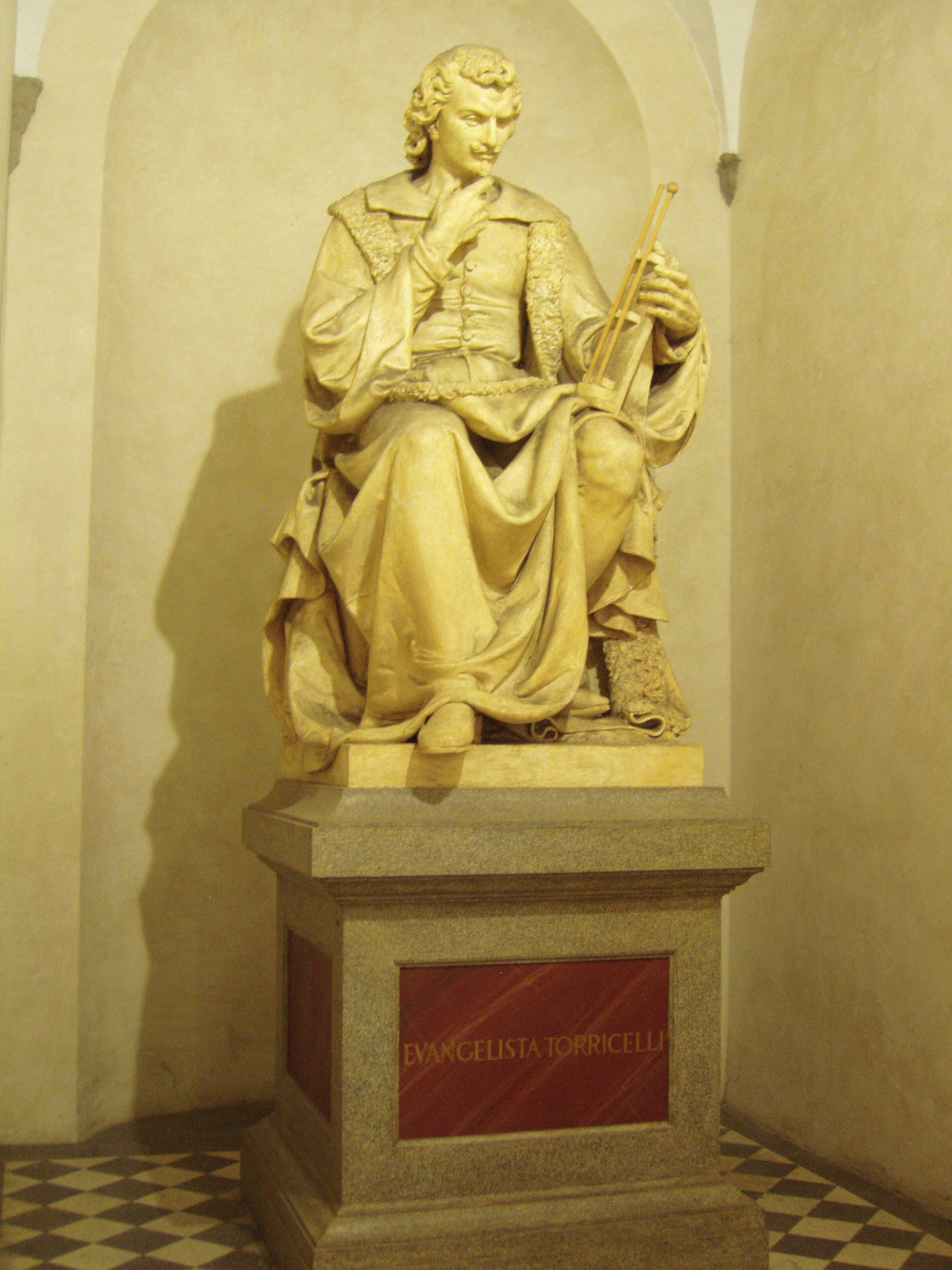
Szobra a firenzei Természettudományi Múzeumban

Evangelista Torricelli (Faenza, 1608. október 15. – Firenze, 1647. október 25.) itáliai fizikus és matematikus.

## Élete
Szegény családból származott és korán árvaságra jutott. Nagybátyja, egy kamalduli szerzetes nevelte, aki 1624-ben beíratta a jezsuita kollégiumba, ahol matematikát és filozófiát tanult, később Rómában tanult matematikát, csillagászatot és mechanikát. A tanulmányai közben titkárként dolgozott tanáránál, Benedetto Castellinél.
Rómában megismerkedett Galilei írásaival, többek között az 1632-ben megjelent Dialogo-val, amelyek nagy hatással voltak rá. Torricellinek egy Galileihez írt leveléből kiderül, hogy a kopernikuszi világképet tartotta helyesnek. A Galileit ért üldöztetés miatt elfordult a csillagászattól és a fizika és matematika területén dolgozott tovább. 1632-től Galilei egy barátjának, Giovanni Ciampolinak a titkára volt.
1641 őszén, három hónappal Galilei halála előtt, Castelli ajánlásával Firenzébe ment, és Galilei segédje lett. Galilei halála után örökölte hivatalát: ő lett a toszkánai nagyherceg udvari matematikusa, illetve a firenzei akadémia matematikaprofesszora. Udvari tisztségéből kifolyólag haláláig a toszkánai udvarban lakott. 1644-től az erődítéstant is ő tanította. Elsőrendű lencsecsiszolóként jelentős külön jövedelemre tett szert.
39 évesen halt meg fertőző betegségben (valószínűleg hastífuszban).

## Munkássága
Torricelli a barokk kor legjelentősebb fizikusai és matematikusai közé tartozik. Munkásságával – Descartes, Cavalieri, Fermat és Pascal mellett – alapvetően befolyásolta kortársait.
1644-ben hozta nyilvánosságra úttörő munkáját a szabadesés és hajítás törvényszerűségeiről (De motu gravium naturaliter descendentium). Ez volt a háromkötetes Opera geometrica második része, amelyben közzétette hidrodinamikai kutatásait, amelyek hamarosan élénk érdeklődést váltottak ki egész Európában. A később róla elnevezett tétel kimondja, hogy egy folyadék tartályból való kiáramlásakor az áramlási sebesség arányos a folyadékoszlop magasságának négyzetgyökével, vagyis nem függ a folyadék milyenségétől.A folyadékok dinamikája területén végzett alapvető megfigyelései mellett Torricelli nagymértékben hozzájárult a differenciálszámítás kialakulásához is. Cavalieri továbbvitte Kepler gondolatait az infinitezimális mennyiségekre vonatkozóan. Ennek a módszernek a segítségével Torricelli elegáns bizonyításokat talált mértani problémákra – például, hogy egy aszimptotája körül megforgatott hiperbola által határolt térfogat véges – annak ellenére, hogy a felszíne végtelen. A De motu gravium… című munkájában a lövedékek parabolikus pályáját írta le ennek az eljárásnak a segítségével. Továbbfejlesztette Galilei távcsövét és egy egyszerű, de hatékony mikroszkópot talált fel. Ő volt az első, akinek hosszabb ideig sikerült vákuumot fenntartania. Felfedezte, hogy a vákuumos vízszivattyúban a folyadék nem a régebben feltételezett horror vacui következtében, hanem a levegőoszlop súlyának nyomására emelkedik fel, ez alapján készítette el az első higanyos barométert, amivel elsőként mérte meg a levegő nyomását. (Magát a hipotézist Blaise Pascal bizonyította be 1647-ben.) Szintén helyesen magyarázta a szél keletkezését a légkörben jelenlevő hőmérséklet- és nyomáskülönbségekkel. Torricelliről nevezték el a nyomás egyik fizikai mértékegységét. (1 torr=133,3 pascal.) Az ő nevét viseli egy holdkráter, valamint a 7437-es kisbolygó is.

## Művei
A kéziratait Firenzében őrzik. A következők megjelentek nyomtatásban is:
- Trattato del moto, Firenze, 1640
- Opera geometrica, Firenze, 1644
- Lezioni accademiche, Firenze, 1715-ben nyomtatva
- Esperienza dell'argento vivo, Berlin, 1897–1898, reprint 1969[1]

## Fordítás
- Ez a szócikk részben vagy egészben a Evangelista Torricelli című német Wikipédia-szócikk ezen változatának fordításán alapul.  Az eredeti cikk szerkesztőit annak laptörténete sorolja fel. Ez a jelzés csupán a megfogalmazás eredetét és a szerzői jogokat jelzi, nem szolgál a cikkben szereplő információk forrásmegjelöléseként.